# Dana Medřická

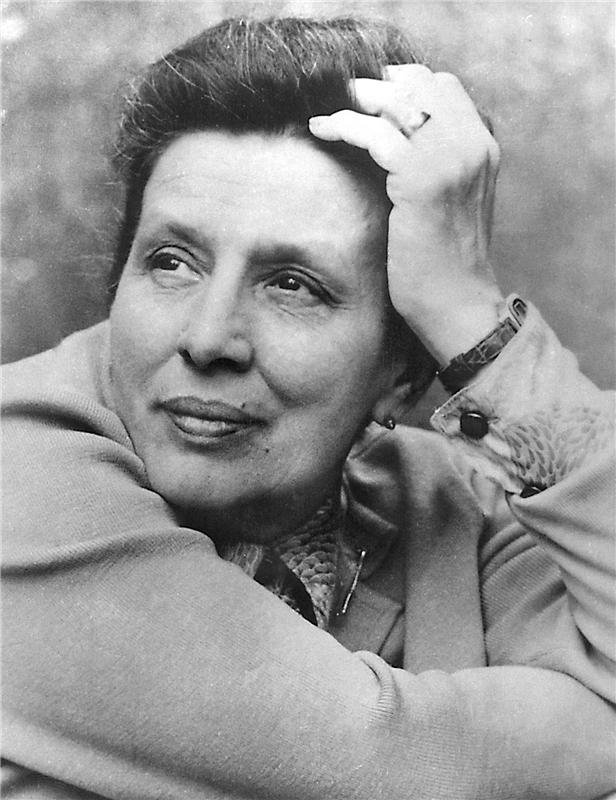
Dana Medřická.

Dana Medřická, född 11 juli 1920 i Prag, Tjeckoslovakien, död 21 januari 1983 i Prag, Tjeckoslovakien, var en tjeckisk skådespelare.
Hon började 1939 arbeta professionellt som skådespelare och kom under sin karriär bland annat att vara verksam vid Prags kommunala teater och Nationalteatern. Vid Nationalteatern spelade hon i över 400 föreställningar rollen som Eržika Orbánová i István Örkénys pjäs Kattleken. Medrická filmdebuterade 1944 och medverkade till sin död 1983 i över 120 filmer och TV-produktioner. Under 1950-talet hade hon större roller till exempel i Václav Krskas film Mesíc nad rekou (översatt Månsken över floden), för att senare allt mer övergå till biroller.

## Filmografi, urval
- 1953 – Mesíc nad rekou
- 1966 – Kdo chce zabít Jessii?
- 1966 – Lidé z maringotek
- 1971 – Taková normální rodinka (TV-serie)
- 1976 – Sommar med en cowboy
- 1981 – Nemocnice na kraji mesta (TV-serie)